# Pixel 4a
Pixel 4a là điện thoại thông minh chạy hệ điều hành Android thuộc dòng sản phẩm Google Pixel. Là một biến thể tầm trung của Pixel 4 và Pixel 4 XL, điện thoại được chính thức công bố vào ngày 3 tháng 8 năm 2020, mười tháng sau khi công bố dòng Pixel 4 ban đầu. Không giống như phiên bản tiền nhiệm của nó, Pixel 3a, sẽ không có phiên bản XL, mặc dù một phiên bản 5G sẽ được phát hành vào mùa thu.

## Thông số kỹ thuật

### Thiết kế và phần cứng

Mặt sau của Pixel 4a, hiển thị mô-đun camera và cảm biến vân tay lần lượt ở phía trên bên trái và phía trên chính giữa.

Màu duy nhất của Pixel 4a là 'Just Black' (màu đen với nút nguồn màu xanh lá cây nhạt), một sự khác biệt so với các điện thoại Pixel trước đây vốn có một số tùy chọn màu sắc. Bề ngoài, nó giống với Pixel 4, nhưng có cấu trúc unibody bằng polycacbonat. Màn hình có các viền mỏng đồng nhất và một đường cắt tròn ở góc trên bên trái cho camera mặt trước. Mặt sau có cảm biến vân tay điện dung, bỏ qua cảm biến quang học (dưới màn hình). Màn hình sử dụng kính cường lực Corning Gorilla Glass 3, trái ngược với Asahi Dragontrail của Pixel 3a. Điện thoại có loa âm thanh nổi, một loa nằm ở cạnh dưới và loa còn lại làm tai nghe gấp đôi và một giắc cắm tai nghe 3,5 mm. Cổng USB-C được sử dụng để sạc và kết nối các phụ kiện khác.
Pixel 4a được trang bị hệ thống Qualcomm Snapdragon 730G  trên chip / Adreno 618 GPU và 6 GB RAM, với 128 GB bộ nhớ trong không thể mở rộng. Nó thiếu sạc không dây, khả năng chống nước, Active Edge và Pixel Neural Core (PNC), tất cả đều là tiêu chuẩn trên Pixel 4. Thời lượng pin là 3140 mAh; sạc nhanh được hỗ trợ ở mức tối đa 18 W (Phân phối nguồn qua USB, sử dụng bộ chuyển đổi trong hộp).
Pixel 4a có màn hình OLED 1080p 5,81 in (148 mm) với hỗ trợ HDR. Màn hình có tỷ lệ khung hình 19,5: 9, so với tỷ lệ 19: 9 của Pixel 4.
Pixel 4a có mô-đun hình vuông nhô cao tương tự như Pixel 4 với một camera phía sau duy nhất. Cảm biến là đơn vị 12,2 megapixel giống như trên Pixel 4; mặt trước có camera 8 megapixel. Giống như Pixel 4, Pixel 4a có thể quay video ở độ phân giải 4K nhưng bị giới hạn ở 30 fps. Nó có Google Camera 7.4 với các cải tiến về phần mềm, bao gồm Live HDR+ với điều khiển phơi sáng kép, Chế độ chụp ban đêm được cải thiện với chế độ Chụp ảnh thiên văn và Chế độ chân dung được cải thiện với hiệu ứng bokeh chân thực thực hơn. Google cũng cung cấp Bộ nhớ ảnh không giới hạn ở "chất lượng cao"; giải pháp ban đầu yêu cầu người dùng trả tiền cho Google One.

### Phần mềm
Pixel 4a sử dụng hệ điều hành Android 10 và phiên bản 7.4 của ứng dụng Google Camera khi ra mắt, với các tính năng như Màn hình cuộc gọi và ứng dụng An toàn cá nhân. Dự kiến chúng sẽ nhận được các bản cập nhật lớn trong vòng 3 năm kể từ ngày ra mắt, đến năm 2023.

## Tiếp nhận
Sau khi được phát hành, Pixel 4a đã nhận được những đánh giá tích cực với nhiều người đánh giá khen ngợi chất lượng camera và giá trị tổng thể đồng tiền. Lynn La của CNET cho Pixel 4a điểm 8,4/10, coi đây là sản phẩm có chất lượng ảnh chụp tốt nhất trong số các điện thoại trong cùng tầm giá. Dieter Bohn của The Verge ca ngợi chiếc điện thoại này có camera xuất sắc và thời lượng pin ở mức tạm ổn, nhưng chỉ trích hiệu suất quay video tầm thường và thiếu sạc không dây và khả năng chống nước. Brian Chen của The New York Times đã so sánh Pixel 4a với iPhone SE thế hệ thứ hai, nhận xét rằng Pixel có ảnh chụp thiếu sáng vượt trội, màn hình hiển thị và thời lượng pin tốt hơn, trong khi đó iPhone có hiệu suất tốt hơn. Samuel Gibbs của The Guardian nói rằng điện thoại hoạt động trơn tru và có thời lượng pin tốt hơn Pixel 3a XL và iPhone SE.